# Hammerheart
Hammerheart is het vijfde studioalbum van de Zweedse band Bathory. Het album betekende de definitieve transformatie van de band tot de stijl die jaren later vikingmetal zou worden genoemd. Het album wordt als een mijlpaal in de bandgeschiedenis van Bathory beschouwd en tevens als een trendsettend album in het Metal genre.

## Composities
| 1.                 | Shores in Flames         | 11:07 |
| 2.                 | Valhalla                 | 9:33  |
| 3.                 | Baptised in Fire and Ice | 7:57  |
| 4.                 | Father to Son            | 6:28  |
| 5.                 | Song to Hall up High     | 2:30  |
| 6.                 | Home of the Once Brave   | 6:43  |
| 7.                 | One Rode to Asa Bay      | 10:23 |
| Totale duur: 55:46 |                          |       |

## Bezetting
- Quorthon - Gitaar, zang
- Kothaar - Bas
- Vvornth - Percussie, drums